# 1966 Tristan
1966 Tristan este un asteroid din centura principală, descoperit pe 24 septembrie 1960 de PLS.